# Covo
Covo (lombardul: Cóv) település Olaszországban, Lombardia régióban, Bergamo megyében. Lakosainak száma 4243 fő (2023. január 1.). Covo Antegnate, Fara Olivana con Sola, Isso, Calcio, Cortenuova, Romano di Lombardia és Barbata községekkel határos.

## Népesség
A település lakossága az elmúlt években az alábbi módon változott:
| Lakosok száma | 4025 | 4088 | 4243 |
|               | 2017 | 2018 | 2023 |